# Ipsicle
Ipsicle (in greco antico: Ὑψικλῆς?, Hypsiklês; 190 a.C. circa – 120 a.C. circa) è stato un matematico e astronomo greco antico noto per le sue Ascensioni ('Aναφορικός) e per il libro XIV degli Elementi di Euclide.

## Biografia
Sebbene si sappia poco sulla sua vita si ritiene che sia l'autore delle Ascensioni (Ὰναφοριχός), in cui Ipsicle dimostra alcune proposizioni riguardo alle progressioni aritmetiche ed utilizza i risultati per calcolare valori approssimati per il tempo necessario ai segni zodiacali per elevarsi sopra l'orizzonte. Si pensa che sia in quest'opera che è stata adottata la divisione del cerchio in 360 gradi poiché divide il giorno in 360 parti, soluzione forse suggerita dall'astronomia babilonese.
Ipsicle è noto per lo più per essere il possibile autore dell'apocrifo Libro XIV degli Elementi di Euclide, che potrebbe essere stato scritto sulla base di un trattato di Apollonio di Perga. Il libro continua l'analisi di Euclide dei solidi regolari inscritti in sfere, giungendo al risultato secondo cui il rapporto delle superfici del dodecaedro e dell'icosaedro inscritti nella stessa sfera è il medesimo del rapporto dei loro volume, essendo tale rapporto {\displaystyle {\sqrt {\tfrac {10}{3(5-{\sqrt {5}})}}}}.